# Championnats d'Afrique d'athlétisme 1992
Navigation
Les 8es Championnats d'Afrique d'athlétisme ont eu lieu du 25 au 28 juin 1992 au Stade Anjalay de Belle Vue Maurel, à Maurice. La compétition, organisée par la Confédération africaine d'athlétisme, réunit 336 athlètes issus de 24 pays. Ce sont les premiers championnats africains dans lesquels participe l'Afrique du Sud.

## Résultats

### Hommes
| Event                 | Or                                                                                      | Argent                                                                      | Bronze                                                                            |
| --------------------- | --------------------------------------------------------------------------------------- | --------------------------------------------------------------------------- | --------------------------------------------------------------------------------- |
| 100 mètres            | Victor Omagbemi 10 s 34                                                                 | Charles-Louis Seck 10 s 40                                                  | Johan Rossouw 10 s 43                                                             |
| 200 mètres            | Victor Omagbemi 21 s 20                                                                 | Emmanuel Tuffour 21 s 28                                                    | John Myles-Mills 21 s 31                                                          |
| 400 mètres            | Bobang Phiri 45 s 42                                                                    | Kennedy Ochieng 46 s 23                                                     | Abednego Matilu 46 s 62                                                           |
| 800 mètres            | Charles Nkazamyampi 1 min 46 s 95                                                       | Cliffie Miller 1 min 47 s 19                                                | Mahjoub Haïda 1 min 47 s 71                                                       |
| 1 500 mètres          | Nelson Chirchir 3 min 38 s 52                                                           | Johan Landsman 3 min 38 s 60                                                | Robert Mdogo 3 min 39 s 18                                                        |
| 5 000 mètres          | James Songok 13 min 24 s 63                                                             | Worku Bikila 13 min 25 s 98                                                 | Josphat Machuka 13 min 28 s 85                                                    |
| 10 000 mètres         | Josphat Machuka 27 min 59 s 70                                                          | Matthews Motshwarateu 28 min 22 s 57                                        | Xolile Yawa 28 min 27 s 82                                                        |
| 3000 mètres steeple   | Whaddon Niewoudt 8 min 26 s 44                                                          | Gladstone Kabiga 8 min 26 s 68                                              | Eliud Barngetuny 8 min 38 s 02                                                    |
| 110 mètres haies      | Judex Lefou 13 s 91                                                                     | Kobus Schoeman 13 s 92                                                      | Winpie Nel 13 s 98                                                                |
| 400 mètres haies      | Dries Vorster 49 s 66                                                                   | Amadou Dia Bâ 49 s 71                                                       | Hubert Rakotombélontsoa 50 s 56                                                   |
| Saut en hauteur       | Yacine Mousli 2,21 m                                                                    | Othmane Belfaa 2,16 m                                                       | Khemraj Naiko 2,16 m                                                              |
| Saut à la perche      | Okkert Brits 5,35 m                                                                     | Kersley Gardenne 5,30 m                                                     | Riaan Botha 5,20 m                                                                |
| Saut en longueur      | Ayodele Aladefa 7,95 m                                                                  | François Fouché 7,91 m                                                      | Danny Beauchamp 7,86 m                                                            |
| Triple saut           | Toussaint Rabenala 17,04 m                                                              | Francis Dodoo 16,43 m                                                       | Papa Ladji Konaté 16,23 m                                                         |
| Lancer de poids       | Chima Ugwu 18,50 m                                                                      | Khalid Fatihi 17,49 m                                                       | Adewale Olukoju 17,06 m                                                           |
| Lancer de disque      | Adewale Olukoju 60,66 m                                                                 | Mohamed Naguib Hamed 57,12 m                                                | Dawie Kok 55,72 m                                                                 |
| Lancer du marteau     | Hakim Toumi 69,80 m                                                                     | Sherif Farouk El Hennawi 68,08 m                                            | Charlie Koen 63,14 m                                                              |
| Lancer de javelot     | Tom Petranoff 87,26 m                                                                   | Wilhelm Pauer 81,60 m                                                       | Phillip Spies 73,80 m                                                             |
| Décathlon             | Mourad Mahour Bacha 7467 pts                                                            | Gino Antoine 6803 pts                                                       | Patrick Legrand 6798 pts                                                          |
| 20 km marche          | Chris Britz 1 h 29 min 56                                                               | Johan Moerdyk 1 h 30 min 54                                                 | Riecus Blignouat 1 h 31 min 59                                                    |
| Relais 4 × 100 mètres | Afrique du Sud Gerhard Barnard Glen Elferink Tshakile Nzimande Johan Rossouw 39 s 57    | Sénégal Seydou Loum Amadou Mbaye Charles-Louis Seck Edouard Samatey 39 s 60 | Nigeria Victor Omagbemi Michael Monye Hyacinth Anejo Hashim Osman 39 s 73         |
| Relais 4 × 400 mètres | Afrique du Sud Ferrins Pieterse Cliffie Miller Dries Vorster Bobang Phiri 3 min 06 s 95 | Sénégal Ibou Faye Hachim Ndiaye Ibrahima Tamba Abubakry Dia 3 min 07 s 77   | Kenya Abednego Matilu Kennedy Ochieng Christopher Oloo David Kimeli 3 min 08 s 37 |

### Femmes
| Event                 | Or                                                                                  | Argent                                                                          | Bronze |
| --------------------- | ----------------------------------------------------------------------------------- | ------------------------------------------------------------------------------- | --- |
| 100 mètres            | Elinda Vorster 11 s 26                                                              | Marcel Winkler 11 s 31                                                          | Rufina Uba 11 s 42                                                                                            |
| 200 mètres            | Elinda Vorster 23 s 60                                                              | Marcel Winkler 23 s 60                                                          | Yolanda Steyn 24 s 11                                                                                         |
| 400 mètres            | Omotayo Akinremi 52 s 53                                                            | Aïssatou Tandian 52 s 64                                                        | Omolade Akinremi 53 s 14                                                                                      |
| 800 mètres            | Zewde Haile Mariam 2 min 06 s 20                                                    | Najat Ouali 2 min 07 s 40                                                       | Ilse Wicksell 2 min 07 s 48                                                                                   |
| 1 500 mètres          | Elana Meyer 4 min 18 s 44                                                           | Gwen Griffiths 4 min 20 s 79                                                    | Najat Ouali 4 min 23 s 22                                                                                     |
| 3 000 mètres          | Derartu Tulu 9 min 01 s 12                                                          | Gwen Griffiths 9 min 03 s 10                                                    | Getenesh Urge 9 min 03 s 32                                                                                   |
| 10 000 mètres         | Derartu Tulu 31 min 32 s 25                                                         | Lydia Cheromei 31 min 41 s 09                                                   | Luchia Yishak 32 min 28 s 86                                                                                  |
| 100 mètres haies      | Ime Akpan 13 s 14                                                                   | Karen van der Veen 13 s 29                                                      | Annemarie le Roux 13 s 70                                                                                     |
| 400 mètres haies      | Myrtle Bothma 56 s 02                                                               | Nadia Zétouani 57 s 31                                                          | Omolade Akinremi 57 s 43                                                                                      |
| Saut en hauteur       | Lucienne N'Da 1,95 m                                                                | Charmaine Weavers 1,92 m                                                        | Desiré du Plessis 1,86 m                                                                                      |
| Saut en longueur      | Karen Botha 6,78 m                                                                  | Stella Emefesi 5,98 m                                                           | Maryna van Niekerk 5,98 m                                                                                     |
| Triple saut           | Awa Dioum-Ndiaye 12,47 m                                                            | Ndounga Kolossi 12,41 m                                                         | Sonya Agbéssi 12,17 m                                                                                         |
| Lancer de poids       | Fouzia Fatihi 15,82 m                                                               | Hanan Ahmed Khaled 15,49 m                                                      | Elizabeth Olaba 14,77 m                                                                                       |
| Lancer du disque      | Lizette Etsebeth 54,84 m                                                            | Nanette van der Walt 53,40 m                                                    | Zoubida Laayouni 52,74 m                                                                                      |
| Lancer du javelot     | Seraphina Nyauma 53,02 m                                                            | Liezl Roux 52,42 m                                                              | Rhona Dwinger 51,28 m                                                                                         |
| Heptathlon            | Chrisna Oosthuizen 5056 pts                                                         | Caroline Kola 4994 pts                                                          | Albertine Koutouan 4977 pts                                                                                   |
| 5 km marche           | Dounia Kara 24 min 57 s 02                                                          | Maryse Pyndiah 25 min 11 s 95                                                   | Susan Bingham 25 min 45 s 64                                                                                  |
| Relais 4 × 100 mètres | Afrique du Sud Yolanda Steyn Karen Botha Marcel Winkler Elinda Vorster 44 s 53      | Nigeria Onyinye Chikezie Mary Tombiri Rufina Ubah Ime Akpan 45 s 19             | Madagascar Monica Rahanitraniriana Hanitriniaina Rakotondrabé Nicole Ramalalanirina Lalao Ravaonirina 45 s 38 |
| Relais 4 × 400 mètres | Nigeria Omolade Akinremi Omotayo Akinremi Taiye Akinremi Airat Bakare 3 min 33 s 13 | Afrique du Sud Marcel Winkler Madele Naude Lana Uys Myrtle Bothma 3 min 36 s 19 | Maurice Nadine Benoît Sandra Govinden Sheila Seebaluck Gilliane Quirin 3 min 42 s 68                          |

## Tableau des médailles
| Rang | Nation         | Or | Argent | Bronze | Total |
| ---- | -------------- | -- | ------ | ------ | ----- |
| 1    | Afrique du Sud | 16 | 16     | 15     | 47    |
| 2    | Nigeria        | 8  | 2      | 5      | 15    |
| 3    | Kenya          | 4  | 5      | 6      | 15    |
| 4    | Algérie        | 4  | 1      | 0      | 5     |
| 5    | Éthiopie       | 3  | 1      | 2      | 6     |
| 6    | Sénégal        | 1  | 5      | 1      | 7     |
| 7    | Maurice        | 1  | 3      | 3      | 7     |
| 7    | Maroc          | 1  | 3      | 3      | 7     |
| 9    | Madagascar     | 1  | 0      | 2      | 3     |
| 10   | Côte d’Ivoire  | 1  | 0      | 1      | 2     |
| 11   | Burundi        | 1  | 0      | 0      | 1     |
| 12   | Égypte         | 0  | 3      | 0      | 3     |
| 13   | Ghana          | 0  | 2      | 1      | 3     |
| 14   | Seychelles     | 0  | 0      | 1      | 1     |
| 14   | Bénin          | 0  | 0      | 1      | 1     |